# Sascha Riether
Sascha Riether (Lahr, 23 marzo 1983) è un ex calciatore tedesco, di ruolo centrocampista.

## Palmarès

### Club

#### Competizioni nazionali
- Campionato tedesco: 1

Wolfsburg: 2008-2009
- Campionato tedesco di seconda divisione: 1

Friburgo: 2002-2003